# Peromyscus gossypinus
Peromyscus gossypinus är en däggdjursart som först beskrevs av LeConte 1853.  Peromyscus gossypinus ingår i släktet hjortråttor, och familjen hamsterartade gnagare. IUCN kategoriserar arten globalt som livskraftig.
Peromyscus gossypinus når en kroppslängd (huvud och bål) av 71 till 116 mm, en svanslängd av 55 till 97 mm och en vikt av 17 till 46 g. Den har 16 till 26 mm långa bakfötter och 10 till 21 mm långa öron. Arten är ganska lik den vitfotade hjortråttan (Peromyscus leucopus) och där de delar utbredningsområde bildas hybrider. Ovansidans päls bildas av hår som är grå vid roten och brun på spetsen. Dessutom är flera svarta hår inblandade. På undersidan har håren likaså en grå rot och en vitaktig spets. Denna gnagare har i varje käkhalva en framtand, ingen hörntand, inga premolarer och tre molarer.
Arten förekommer i sydöstra USA från Oklahoma och Texas till Virginia och Florida. Den föredrar områden som varje år översvämmas som habitat, bland annat fuktiga lövträdgrupper och träskmarker. Dessutom lever den på övergivna åkrar, i buskskogar, i sanddyner vid havet eller vid kanten av savanner. Peromyscus gossypinus söker ibland skydd i grottor, i håligheter som skapades av sköldpaddor, i ihåliga träd eller i förvaringsbyggnader. När dessa gömställen ligger på en kulle cirka 6 meter över omgivningen används de ofta för ungarnas uppfostring.
Denna hjortråtta är allätare men cirka ¾ delar utgörs av animaliska ämnen. Arten är främst nattaktiv. Fortplantningen sker i norra delen av utbredningsområdet mellan mars och oktober. Hos populationer i de sydligaste delstaterna kan honor para sig hela året med undantag av mycket heta månader. Dräktigheten varar 23 till 30 dagar och sedan föds 1 till 7 ungar, oftast 3 till 5. Ungarna diar sin mor tre till fyra veckor och de blir könsmogna kort efteråt eller två månader efter födelsen. De flesta individer lever upp till ett år och enstaka exemplar kan leva två år.

## Underarter
Arten delas in i följande underarter:
- P. g. gossypinus
- P. g. allapaticola